# Tropidonophis aenigmaticus
Tropidonophis aenigmaticus är en ormart som beskrevs av Malnate och Underwood 1988. Tropidonophis aenigmaticus ingår i släktet Tropidonophis och familjen snokar. Inga underarter finns listade i Catalogue of Life.
Denna orm förekommer i Papua Nya Guinea. Arten lever i låglandet och i bergstrakter upp till 1700 meter över havet. Exemplar hittades i regnskogar och i fuktiga bergsskogar. Det antas att den kan leva i öppna landskap när det finns vattenansamlingar. Honor lägger ägg.
För beståndet är inga hot kända. Hela populationen anses vara stor. IUCN listar arten som livskraftig (LC).